# Firestar M40, M43 et M45
Pour les articles homonymes, voir M40, M43 et M45.
Ne doit pas être confondu avec Firestar Plus.
Les Firestar M40, Firestar M43 et Firestar M45 sont une série de pistolets compact à usage d'auto-défense fabriqués par l'entrperise Star Bonifacio Echeverria S.A..

## Historique

### Les origines, Firestar M40, M43, M45 ou STAR M40, STAR M43, STAR M45

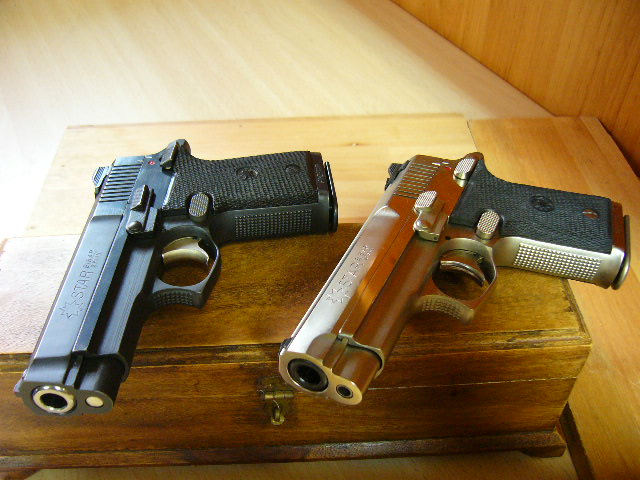
2 Firestar

Avec cette nouvelle série, les ingénieurs de l'entreprise espagnole Star Bonifacio Echeverria S.A s'attaquent au marché américain avec un nouveau concept de compacts, des pistolets de faible encombrement pour un usage d'auto-défense, décliné dans les trois calibres les plus usités de ce vaste marché. Le calibre 9 mm Parabellum est privilégié pour le modèle M43. Le modèle M40 est chambré avec la munition 40 SW, une cartouche puissante et tonique. Le modèle M45 est lui conçu pour la munition 45 ACP, un incontournable pour les tireurs américains.
Le concept de cette série, reprend un élément qui a fait le succès des Star M28, M30, M31, à savoir le système de la glissière entourée par l'armature, ce qui donne un rapport longueur de culasse/longueur de guidage optimal, pour une plus grande précision et un meilleur ajustement sur sa longueur.

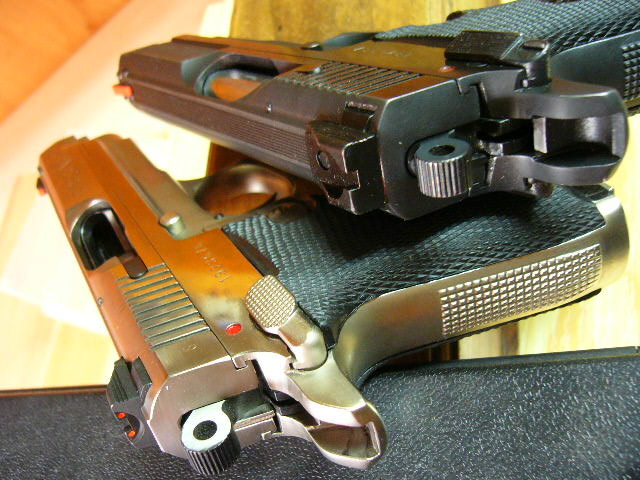
détail arrière

L'arme est pensée avant tout pour un usage d'auto-défense, avec une qualité d'acier forgé, des dimensions réduites pour mieux dissimuler le pistolet. Le Firestar possède des sécurités multiples, une facilité d'entretien et un démontage facile, un minimum de pièces, un canon à l'extrémité conique, lui garantissant ainsi un excellent alignement. La culasse qui possède une sécurité ambidextre, des organes de visées réglables latéralement, un extracteur sur le côté droit, un indicateur de chargement ainsi que trois sécurités : percuteur, chargeur et culasse.
Le Firestar M43 est en dotation pour les officiers et sous officiers de la Guardia Civil en exercice. Il est élu « Pistolet de l'année » 1991 par Guns & Ammo et meilleure arme de défense aux USA en 1992. Devant son grand succès, l'arme est relookée, la culasse prend une forme trapézoïdale et des versions traitement de surface nickelé et bronzé noir sont produites.

### Les dérivés: Firestar M40, Firestar M43, Firestar M45

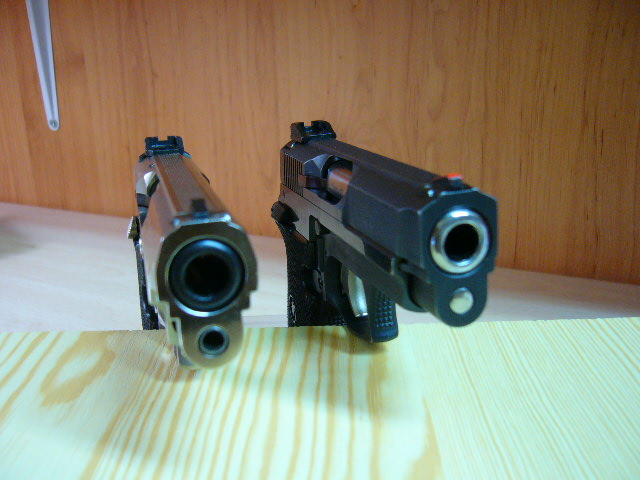
différences entre culasses

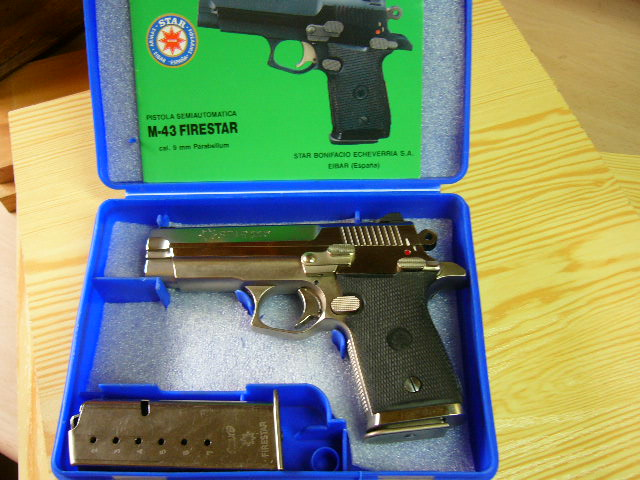

Les modèles 43 et 40 sont mécaniquement identiques et presque toutes leurs pièces sont interchangeables. La seule différence réside dans le calibre. Le M43 a un calibre 9 millimètres Parabellum/Luger alors que le M40 est un .40 S&W. À la différence du Star 31 M dans le calibre 40 SW et de certains autres modèles de marques différentes, le Firestar M40 est parfaitement fiable. La glissière sur les deux pistolets est à l'origine identique, avec une forme inclinée et trapézoïdale.
Le Firestar M45 est la version du calibre 45 ACP dans la série des Firestar. Il est semblable à la plupart des deux autres modèles, mais est légèrement plus grand dans toutes les dimensions pour s' adapter à la cartouche plus volumineuse (17 × 12,4 × 3,4 cm) et donc également plus lourd (1,025 kg). Peu de pièces sont interchangeables avec le M40 ou le M43. Les chargeurs dans la série des Firestar sont tous monofilaires, dans le calibre 9 mm Parabellum 7 et 8 cartouches, dans le calibre 40 SW 7 cartouches et le calibre 45 ACP 6 cartouches.

### L'évolution de l'arme: série Firestar Plus
À partir du milieu des années 1990 sort la série Firestar Plus dont la principale caractéristique est d'avoir des chargeurs double colonnes. Conçus par l'ingénieur Ander Maortua, les Star M240, M243 et M245 sont proposés sur le marché civil à partir de 1995 jusqu'en 1997, pour une production totale inférieure à 29 000 pistolets.

## Description, Firestar M43

### Fonctionnement
- Système de fonctionnement : Semi-automatique, avec court recul de canon.

Culasse calée, deux tenons s'encastrent dans des mortaises de la culasse.
- Mécanisme de fonctionnement : Simple action (Firestar M40,et M45 double action)

### Sécurité
- Sécurité manuelle : Ambidextre, sur marteau de percuteur.
- Sécurité automatique : Sécurité de percuteur.

sécurité de chargeur, sécurité de culasse.

### Balistique
(selon fabricant)
- Calibre : 9 mm parabellum
- Vitesse initiale : 340 M/S
- Pression dans la chambre(CIP) : PE 3380bars
- Distance d'efficacité : 50 m
- Pénétration dans du bois de pin : 10 cm

### Dimension poids
- Poids de l'arme : 0.855 kg
- Longueur : 165 mm
- Hauteur : 117 mm
- Épaisseur : 28 mm
- Longueur de canon : 86 mm
- Longueur de ligne de visée : 130 mm
- Résistance détente simple action : 3,0 kg détente anti-stress
- Capacité du chargeur : 7 cartouches
- Capacité du chargeur spécial : 8 cartouches

## Dans le culture populaire
Le Firestar M43 arme plusieurs personnages des films Bagarre à la une et The Mask et des séries X-Files : Aux frontières du réel, Les Soprano et Castle.